# Onze-Lieve-Vrouw-van-Rustkapel (Heel)
De Onze-Lieve-Vrouw-van-Rustkapel is een kapel bij buurtschap Pol bij het dorp Heel in de Nederlandse gemeente Maasgouw. De kapel staat aan de Monseigneur Savelbergweg waar deze over gaat in de straat Pol.
Op ongeveer 850 meter naar het noorden staat de Mariakapel en op ongeveer 600 meter naar het noordwesten staat de Kapel van het Kindje Jezus van Praag. Aan de noordrand van het dorp staat de Sint-Hubertuskapel.
De kapel is gewijd aan de heilige Maria, specifiek aan Onze-Lieve-Vrouw van Rust.

## Geschiedenis
Ver voor de Tweede Wereldoorlog stond er in Pol reeds een boerderij met bijbehorende kapel. Rond de kapel stonden er tien vier lindes. In Pol bevond zich toen een schippersherberg met paardenstallen die diende als rustplaats voor onder andere lijndrijvers, de begeleiders van paarden van trekschuiten over de Maas. De kapel was geschonken door de lijndrijvers, zodat zij hier konden binnen voor een veilige overtocht. In de winter van 1928-1929 zaten schippers vast in het ijs. Zij schonken een Mariabeeld aan de kapel.
In de Tweede Wereldoorlog vond er een Duitse overval plaats waarbij de kapel en de boerderij in brand geschoten werden. Stenen die nog bruikbaar waren werden voor een kapel in Panheel gebruikt.
Na de oorlog werd de kapel werd de kapel weer herbouwd.
In de jaren 1950 moest de kapel plaats maken voor ontgrinders die de grond wilden afgraven. Voor 60 gulden kochten de ontgrinders voor de herbouw van de kapel een stuk grond op een andere plek en braken de kapel af, waarna in 1953 op die andere plek de kapel voor 826 gulden werd herbouwd. De herbouwde kapel met ondergrond werd aan de gemeente Wessem geschonken. Het oude houten beeld werd vervangen door een nieuw gipsen beeld. Dat nieuwe beeld werd vernield en de kapel kreeg toen weer een nieuw beeld dat geschonken werd door de zusters van St. Anna. In 1960 werd met een processie het nieuwe beeld ingezegend. Het oude houten beeld onderging een restauratie, werd een tijd door de zusters van St. Anna bewaard en kwam uiteindelijk in de sacristie van de Sint-Medarduskerk in Wessem, waar Pol toen onderdeel van uitmaakte.
Als gevolg van de ontgrindingen kwam de kapel geïsoleerd te liggen en viel ze ten prooi aan vernielingen. Buurtbewoners wilden daarom dat de kapel verplaatst werd en de plek die daarvoor uitgekozen werd was eigendom van Het Limburgs Landschap. De gemeente Heel (waar Wessem in was opgegaan) liet de kapel verplaatsen, schilderde de kapel wit en schonk het aan de stichting ter gelegenheid van het 75-jarig bestaan van de natuurorganisatie. In de zomer van 2006 werd de kapel door de pastoor ingezegend.

## Gebouw
De wit geschilderde bakstenen kapel is opgetrokken op een rechthoekig plattegrond en wordt gedekt door een zadeldak met pannen. De frontgevel en achtergevel steken een stukje voorbij de zijgevels uit en bovenop de nok van de frontgevel een metalen Keltisch kruis. In de frontgevel bevindt zich de rondboogvormige toegang van de kapel die wordt afgesloten met een spijlenhek.
Van binnen is de kapel uitgevoerd in wit geschilderde bakstenen. In de achterwand is een segmentboogvormige nis uitgespaard die wordt afgesloten met een hekje. 